# 阿波罗-联盟测试计划
阿波罗-联盟测试计划（英語：Apollo-Soyuz Test Project (ASTP)），又稱聯盟-阿波羅飛行測試（俄语：Экспериментальный полёт «Союз-Аполлон» (ЭПСА)），是历史上第一次由两个国家合作的载人航天任务，而且還是由敵對的美国和苏联于1975年7月执行，為國際和平太空合作創造了先例。对于美国来说，阿波罗-联盟测试计划可以说是最后一次阿波罗任务（虽然不是阿波罗计划的一部分，但是使用的主要是阿波罗指令/服务舱），也是1981年4月首次航天飞机任务开始前最后一次太空任务。对于苏联来说，这次任务是1976年6月联盟21号之前的最后一次太空任务。

## 阿波罗任务成员
- 托马斯·斯塔福德（Thomas Stafford，曾执行双子星座6A号、双子星座9A号以及阿波罗10号），指揮官
- 文斯·布兰德（Vance Brand，以後执行、以及任务），指令舱驾驶员
- 迪克·斯雷顿（Deke Slayton），对接舱驾驶员

杰克·斯威格特是原计划中的指令舱驾驶员，但在正式宣布人选之前，因阿波罗15号首日封事件之后的清查，发现他曾在集邮物品上签名并卖给集邮商牟利，使他没能再次执行航空任务作为惩罚。斯威格特在一开始的调查过程做出否认，但当对他不利的证据越来越多时，使他对同僚迪克·斯雷顿承认了他的过失，因此被认为对航空航天局的外部影响不利。

### 替补成员
- 艾伦·宾（Alan Bean，曾执行阿波罗12号以及天空实验室3号任务），指揮官
- 罗纳德·埃万斯（Ronald Evans，曾执行阿波罗17号任务），指令舱驾驶员
- 杰克·洛斯马（Jack Lousma，曾执行天空实验室3号以及任务），对接舱驾驶员

## 联盟任务成员
- 阿列克谢·列昂诺夫（Алексе́й Лео́нов，2），联盟19号指揮官
- 瓦列里·库巴索夫（Валерий Кубасов，3），联盟19号工程师

括号里的数字是宇航员曾执行过的任务数量（包括本次任务）。

### 替补成员
- 阿纳托利·菲利普琴科（Анатолий Филипченко，1）
- 尼科莱·卢卡维什尼科夫（Николай Рукавишников，3）

括号里的数字是宇航员曾执行过的任务数量(包括本次任务)。

## 任务介绍
阿波罗-联盟测试计划（ASTP）中，美国的阿波罗航天器和苏联的联盟航天器在地球轨道中对接。联盟号航天器有正式的任务名：联盟19号，而阿波罗航天器则没有正式的名称，但也在少数场合被称为“阿波罗18号”，尽管这是错误的叫法。
的想法一定程度上来自1968年的电影蓝烟火。在影片中，一艘苏联太空船救援了美国的阿波罗团队。尽管使用的设备是一次性的，这次任务使美国国家航空航天局（NASA）在阿波罗计划和天空实验室计划结束后继续进行载人航天任务。由于使用的土星1B号运载火箭以及阿波罗指令/服务舱都是阿波罗计划中遗留下来的多余设备，这次任务也是历史上耗费专项资金最少的航天任务。
联盟19号以及阿波罗7月15日在各自国家的发射间隔了七个半小时，并于7月17日在太空对接。三小时后，两位指令长斯塔福德和列昂诺夫在联盟号的舱门处作不同国家的宇航员在太空的第一次握手。根据的计算，这次历史性的握手会在英国海滨城市博格諾里吉斯上空进行，但由于任务的延误，实际握手是在法国梅斯的上空。

两国的航天器连接了四十四小时，其间三位美国宇航员和两位苏联宇航员交换了国旗和礼物（包括后来被栽种的树种），交换了签名，参观对方的航天器，合作进行科学实验、一起进餐以及使用对方的语言。斯塔福德说俄语时明显拖长的发音让列昂诺夫开玩笑说当时共有“三种”语言被使用：俄语、英语，和斯塔福德的“俄克拉何马斯基语”（"Oklahomski"）。两艘航天器还曾暂时分离，互换了位置并再次对接，使联盟号推动整个航天器。联盟号在太空停留了五天，阿波罗停留了九天，苏联的两位宇航员还进行了地球观察实验。

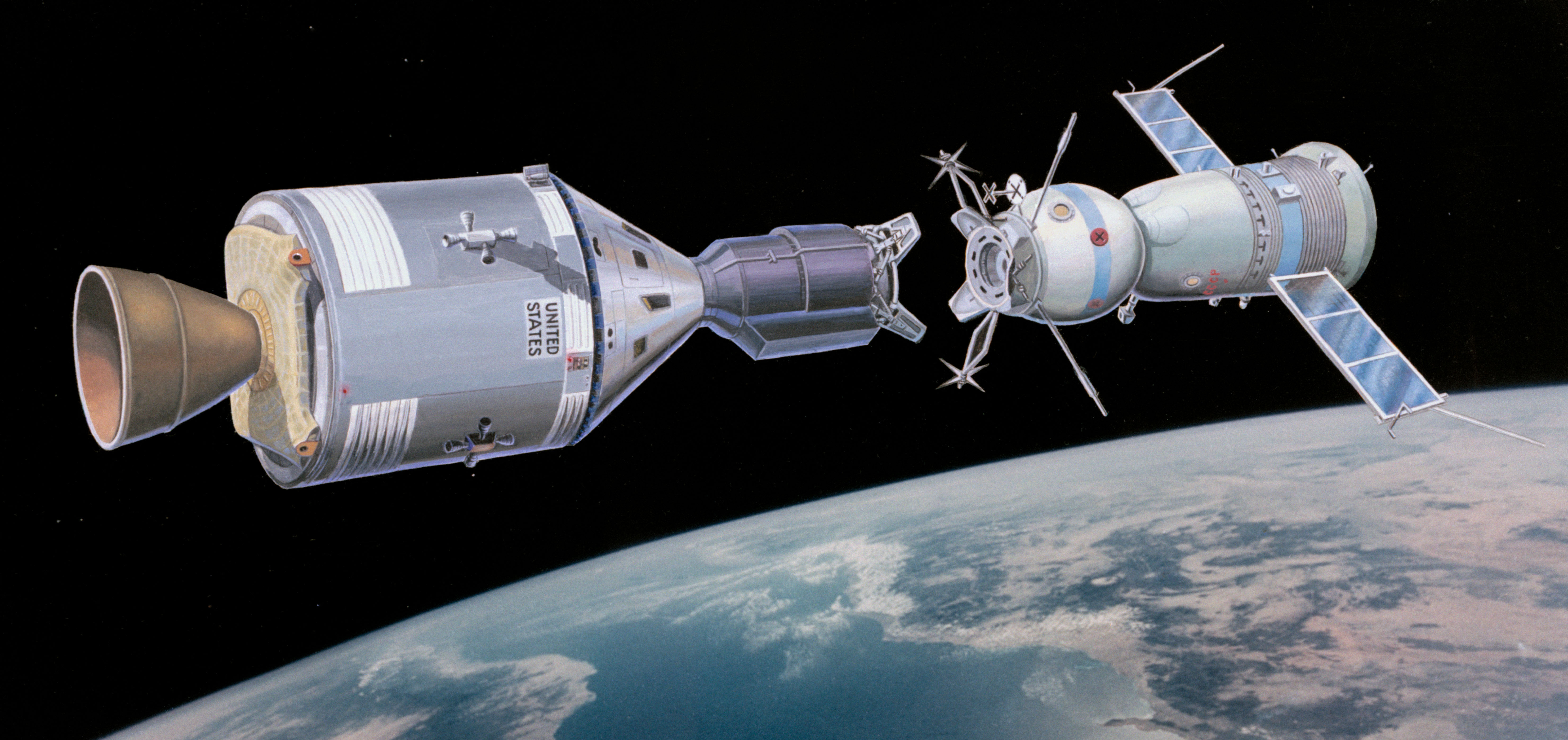
阿波罗-联盟航天器在太空对接的想象图，圖中間是接駁氣壓閘門，因為考量美蘇飛船供氣規格不同所設計，兩國就是於此隔間握手並交換禮物

两艘航天器分离之后，阿波罗飞船通过机动创造了一个日食，使联盟号上的宇航员拍摄日冕照片。两艘飞船在告别之前又再次进行了一次对接。
从技术角度上和相互关系上，整个任务是个巨大的成功。另外一个细节是，阿波罗-联盟测试计划是首次携带手持可编程计算器HP-65型的航天任务。计算器是若干导航计算机无法正常工作时的备选工具。幸运的是，计算器没有被使用。
整个任务中唯一严重的问题发生在阿波罗号准备返回大气层时；由于一次人为错误，降落过程变得很困难，太空舱裡也带有有毒气体。反应控制系统由于疏忽在降落时没有被关闭，使没有燃烧的推进器燃料在调整太空舱气压（美國飛船設計是低壓純氧）时被吸入。幸运的是，三位宇航员没有出现严重的问题。
阿波罗-联盟测试计划是阿波罗航天器的最后一次飞行任务。任务使用的指令舱，現保存在洛杉矶的加利福尼亚科学中心。

### 对接数据
- 首次对接：1975年7月17日 - 16:19:34 UTC
- 最后分离：1975年7月19日 - 15:26:22 UTC
- 对接时间：1天23小时7分钟12秒

## 引用
1. ↑  .   [2006-08-19]. （原始内容存档于2021-03-16）.
2. ↑  .   [2006-08-19]. （原始内容存档于2011-05-24）.